# Telebasis collopistes
Telebasis collopistes är en trollsländeart som beskrevs av Philip Powell Calvert 1902. Telebasis collopistes ingår i släktet Telebasis och familjen dammflicksländor. Inga underarter finns listade i Catalogue of Life.